# Alessandro Hämmerle
Alessandro Hämmerle (* 30. července 1993 Frauenfeld) je rakouský snowboardista narozený ve Švýcarsku. Na olympijských hrách v Pekingu roku 2022 vyhrál závod ve snowboardcrossu. Jeho nejlepším výsledkem z mistrovství světa je druhé místo z roku 2021. Ve světovém poháru jezdí od roku 2010, třikrát celkově vyhrál snowboardcrossovou soutěž (2018/19, 2019/20, 2020/21), dvakrát byl druhý (2015/16, 2017/18), jednou třetí (2016/17). Má ve světovém poháru na kontě čtrnáct vítězství, 26krát stál na stupních vítězů (k únoru 2022).